# Isoetes perrieriana
Isoetes perrieriana là một loài dương xỉ trong họ Isoetaceae. Loài này được Iversen mô tả khoa học đầu tiên năm 1932.